# 黃自進
黃自進（1956年—）是一名中華民國政治學家、歷史學家，現任中央研究院近代史研究所專任研究員，專長為中日關係乃至吉野作造、北一輝及蔣介石等兩國重要政治人物的研究。畢業於國立政治大學外交學系，並且取得慶應義塾大學法學博士，師從山田辰雄。其著作《蔣介石與日本：一部近代中日關係史的縮影》曾獲中央研究院人文及社會科學學術性專書獎。

## 重要著作
- 黃自進，2015年7月，《阻力與助力之間：孫中山、蔣介石親日、抗日50年》，共291頁，北京：九州出版社。
- 黃自進，2012年12月，《蔣介石與日本－－一部近代中日關係史的縮影》，共470頁，台北：中央研究院近代史研究所。
- 黃自進，2011年，《蒋介石と日本―友と敵のはざまで》，共248頁，東京：武田ランダムハウスジャンパン。
- 黃自進，2009年12月，《「和平憲法」下的日本重建（1945-1960）》，共318頁，台北：中央研究院人文社會科學研究中心亞太區域研究專題中心。
- 黃自進，2001年，《北一輝的革命情結：在中日兩國從事革命的歷程》，共350頁，台北：中央研究院近代史研究所。
- 黃自進，1995年，《吉野作造對近代中國的認識與評價：1906-1932》，共248頁，台北：中央研究院近代史研究所。